# Robert de Umfraville, 8. Earl of Angus
Robert de Umfraville, 8. Earl of Angus (* um 1277; † März 1325) war ein englisch-schottischer Adliger.

## Herkunft
Robert Umfraville entstammte der englisch-schottischen Familie Umfraville. Er war der zweite Sohn von Gilbert de Umfraville, 7. Earl of Angus und von dessen Frau Elizabeth Comyn. Nach dem Tod seines älteren Bruders Gilbert 1303 wurde er zum Erben seines Vaters. Als dieser 1307 starb, erbte Robert dessen Besitzungen in England und in Schottland, den schottischen Titel Earl of Angus und den englischen Titel Baron Umfraville.

## Dienst als Militär im Schottischen Unabhängigkeitskrieg
Im Schottischen Unabhängigkeitskrieg lehnte Umfraville die Rebellion von Robert Bruce, der sich 1306 zum König der Schotten erhoben hatte, ab. Er war stattdessen wie sein Vater ein loyaler und entschlossener Unterstützer der englischen Krone, die die Oberherrschaft über Schottland beanspruchte. Der englische König Eduard II. betraute Umfraville mit verantwortungsvollen Ämtern. 1308 wurde er Statthalter in Schottland und 1310 Verteidiger der Scottish Marches. Dennoch konnte auch Umfraville nicht verhindern, dass die Schotten unter Bruce die englischen Positionen nach und nach zurückdrängten. Zwischen 1307 und 1313 gehörte er regelmäßig Delegationen an, die über Waffenstillstände mit den Schotten verhandeln mussten. Vermutlich konnte Umfraville das von seiner Familie verwaltete königliche Dundee Castle bis 1312 halten, ehe es von Robert Bruce erobert wurde. Wie andere Adlige, die ihre Besitzungen in Schottland verloren hatten, unterstützte Umfraville die Lords Ordainer, die die Kriegsführung von Eduard II. in Schottland kritisierten und 1311 ein Reformprogramm, die sogenannten Ordinances, durchsetzten. 1314 nahm Umfraville an dem Feldzug von König Eduard II. nach Schottland teil und kämpfte in der Schlacht von Bannockburn. Nach der englischen Niederlage flüchtete er zusammen mit einem Reitertrupp unter dem Earl of Hereford vom Schlachtfeld. Sie suchten in Bothwell Castle Zuflucht, doch der Kommandant der Burg, ein gebürtiger Schotte namens Walter fitz Gilbert, wechselte nach der englischen Niederlage die Seiten, nahm die Flüchtigen gefangen und übergab sie dem schottischen König. Robert Bruce beschlagnahmte Umfravilles schottische Besitzungen und ließ im November 1314 seinen schottischen Titel durch ein Parlament in Cambuskenneth Abbey für verwirkt erklären. Den Großteil seiner Besitzungen erhielt Sir Alexander Stewart of Bunkle, dessen Sohn John Stewart später zum Earl of Angus erhoben wurde. Umfraville kam erst nach über einem Jahr nach Zahlung eines Lösegelds wieder frei.

## Weiterer Dienst für den englischen König
Nach seiner Freilassung nahm ihn der englische König als Knight Banneret in seinem Haushalt auf, danach kehrte Umfraville als Militär an die schottische Grenze zurück. Zwischen 1309 und 1318 war er wiederholt zu den englischen Parlamenten geladen worden. In England gehörte Umfraville zum Gefolge von Thomas of Lancaster, 2. Earl of Lancaster. Dieser zahlte ihm für seine Dienste 1318 oder 1319 nachweislich 100 Mark, im Gegenzug diente Umfraville Lancaster mindestens einmal mit einem Gefolge von zwanzig Men-at-arms. 1319 nahm er an der erfolglosen Belagerung von Berwick durch Eduard II. teil. Nach dem Scheitern der Belagerung im September beauftragte ihn der König zusammen mit Sir John Cromwell bis Mittsommer 1320 mit der Verteidigung der Scottish Marches. Dabei standen Umfraville neben seinem eigenen Gefolge von 30 Men-at-arms weitere 140 Men-at-arms im Sold des Königs zur Verfügung. Als Gefolgsmann von Lancaster nahm Umfraville im Juni 1321 an dem Treffen nordenglischer Barone mit den rebellierenden Marcher Lords in Sherburn-in-Elmet teil, bei dem Lancaster versuchte, ein Bündnis zwischen den Gruppen zu erreichen. Als Lancaster wenig später selbst gegen den König rebellierte, wechselte Umfraville aber offensichtlich die Seiten. Im März 1322 soll er zu den sieben Richtern gehört haben, die den gefangen genommenen Lancaster wegen Hochverrat zum Tod verurteilten. Im selben Jahr nahm er an dem erfolglosen Feldzug des Königs nach Schottland teil.

## Familie und Nachkommen
Umfraville war zweimal verheiratet. In erster Ehe hatte er Lucy Kyme, eine Tochter von Philip Kyme, 1. Baron Kyme geheiratet. Durch die Heirat erwarb er umfangreichen Grundbesitz in Lincolnshire und Yorkshire. Er hatte mit seiner ersten Frau zwei Kinder:
- Gilbert de Umfraville, 9. Earl of Angus (1310–1381)
- Elizabeth Umfraville ⚭ Gilbert Borrowdon

In zweiter Ehe heiratete er Eleanor, die möglicherweise mit der Familie Clare verwandt gewesen war. Mit ihr hatte er zwei Söhne:
- Robert Umfraville
- Thomas Umfraville († 1387)

Umfraville wurde nicht in der Familienkapelle in Hexham Priory, sondern in der Zisterzienserabtei Newminster beigesetzt. 